# Love (Indiana)
Pour les articles homonymes, voir Love.
Love est un motif artistique créé par Robert Indiana et qui est formé des quatre lettres formant le mot « Love », amour en anglais. Apparu sur une carte postale réalisée pour le Museum of Modern Art en 1965, il est par la suite surtout repris sous forme de sculptures, certaines monumentales.Le O incliné devient une image référence du Pop Art.